# Massiola
Massiola (Maciòla in piemontese e in dialetto ossolano) è un comune italiano di 110 abitanti della provincia del Verbano-Cusio-Ossola in Piemonte.

## Geografia fisica
L'abitato di Massiola, è localizzata in media Valle Strona, a Nord dello Strona. L'elevazione massima del comune è la Cima Scaravini (2119 m s.l.m.), vetta che condivide con la confinante Anzola d'Ossola; l'elevazione minima, invece, è in località Marmo, frazione posta sulla Strada Provinciale. Massiola dista 10 km da Omegna, 25 km da Verbania e 50 km da Domodossola. 
L'unica via d'accesso alla località è situata a Piana di Fornero, frazione di Valstrona.

## Storia
Massiola deve il suo nome all'antica denominazione Massigliola, ovvero piccola masseria. Come riportato nel Dizionario geografico di Goffredo Casalis, gli abitati di Massiola e di Marmo, condividono gli sviluppi storici dell'intera valle: la lavorazione del legno, in special modo dei Cazzulj (ovvero dei cucchiai di legno), e l'estrazione del marmo, da cui prende il nome la località. 
È un comune autonomo dal 1955 (prima era inglobato nel territorio di Valstrona).
Nell'ottobre 2020, a seguito di una forte ondata di maltempo, che imperversò in tutto il Cusio, il comune venne colpito da una grossa frana, che divise in due l'abitato, danneggiando pesantemente l'unica via d'accesso, facendo restare isolata Massiola per numerose ore.

### Simboli
Lo stemma e il gonfalone del comune di Massiola sono stati concessi con decreto del presidente della Repubblica del 13 gennaio 2003.
Il gonfalone è un drappo di bianco.

## Società

### Evoluzione demografica
È l’unico comune della valle dove persiste un così rapido declino demografico.Abitanti censiti

## Amministrazione
Di seguito è presentata una tabella relativa alle amministrazioni che si sono succedute in questo comune.
| Periodo        | Periodo        | Primo cittadino | Partito      | Carica  | Note  |
| -------------- | -------------- | --------------- | ------------ | ------- | ----- |
| 24 aprile 1995 | 14 giugno 1999 | Luigi Vitali    | -            | Sindaco | [ 9 ] |
| 14 giugno 1999 | 14 giugno 2004 | Luigi Vitali    | lista civica | Sindaco | [ 9 ] |
| 14 giugno 2004 | 8 giugno 2009  | Renzo Albertini | lista civica | Sindaco | [ 9 ] |
| 8 giugno 2009  | 26 maggio 2014 | Angelo Vitali   | lista civica | Sindaco | [ 9 ] |
| 26 maggio 2014 | 27 maggio 2019 | Angelo Vitali   | lista civica | Sindaco | [ 9 ] |
| 27 maggio 2019 | in carica      | Renzo Albertini | lista civica | Sindaco | [ 9 ] |

### Altre informazioni amministrative
Il comune faceva parte della Comunità montana Due Laghi, Cusio Mottarone e Val Strona, soppressa nel 2012. Ora fa parte dell'unione montana della Valle Strona e delle Quarne.

## Note

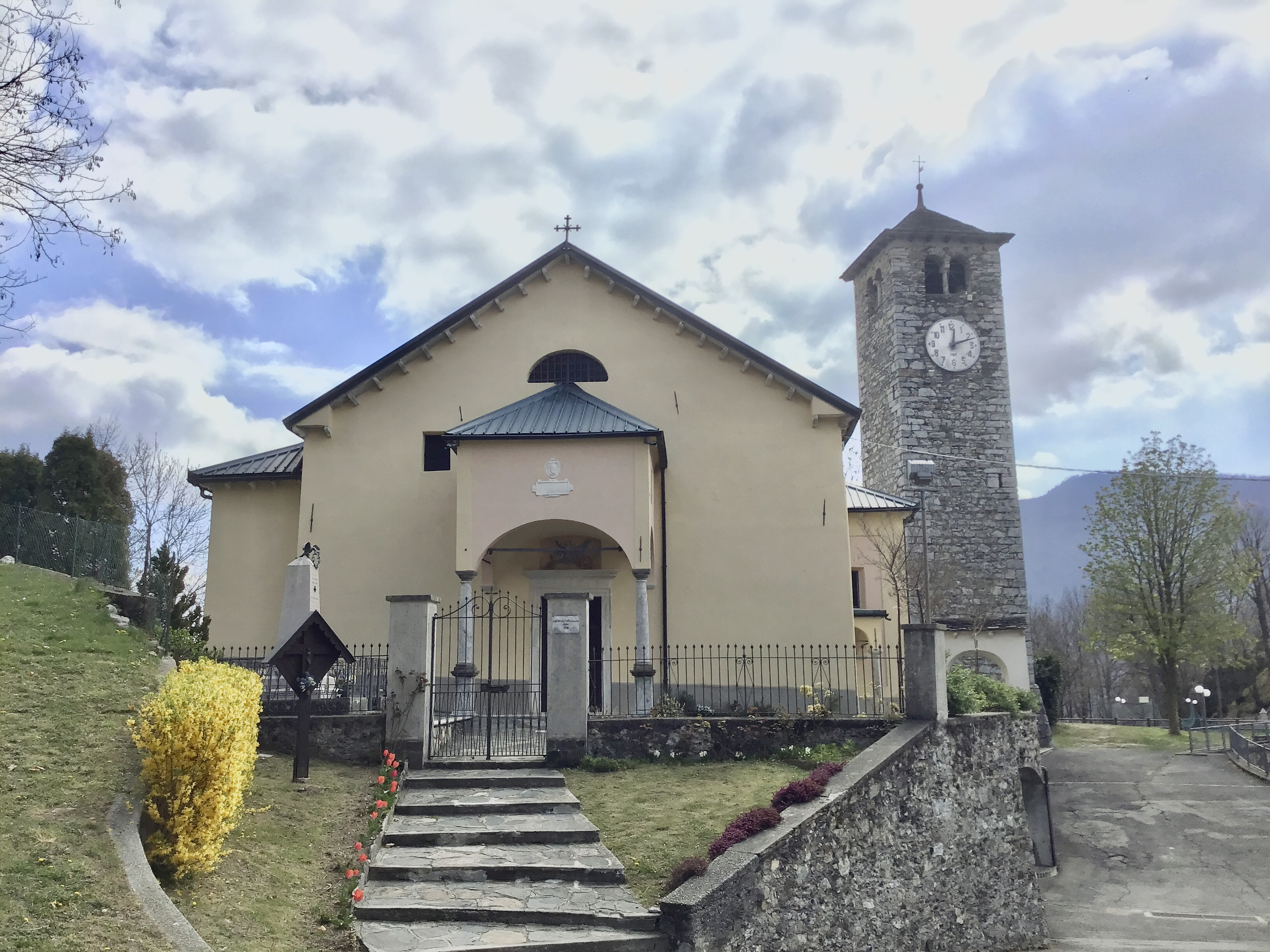
La Chiesa Parrocchiale di Santa Maria Assunta appena fuori il paese di Massiola